# I'm Only Sleeping
Pistes de Yesterday and Today
Drive My Car Nowhere Man 
Pistes de Revolver
Eleanor Rigby Love You To
I'm Only Sleeping est une chanson des Beatles, enregistrée pour l'album Revolver paru le 5 août 1966, mais précédemment incluse dans l'album américain Yesterday and Today, paru le 20 juin. Elle a été écrite par John Lennon, mais créditée, comme à l'habitude, Lennon/McCartney.
Manifeste du goût de Lennon pour le sommeil et la paresse, I'm Only Sleeping est enregistrée entre le 27 avril et le 6 mai aux studios EMI d'Abbey Road. Durant les sessions, les Beatles et l'équipe technique du studio (à leur tête George Martin secondé de Geoff Emerick) mettent à profit diverses innovations qu'ils ont découvertes, et les guitares électriques de George Harrison sont notamment passées à l'envers, donnant toute sa dimension à la chanson.

## Composition
John Lennon griffonne la première version des paroles de I'm Only Sleeping au dos d'une lettre de rappel des postes et télécommunications britanniques reçue fin mars 1966. Contrairement à ce qui est souvent supposé, la chanson parle plus de la paresse que de l'état dans lequel on se trouve sous l'effet des drogues, bien que Revolver soit un album marqué par l'usage du LSD. Cet éloge du sommeil et de la paresse trouve ses origines dans le fait qu'à cette époque, le fondateur des Beatles adore rester allongé, sur un lit ou un canapé, lisant ou regardant la télévision lorsqu'il ne dort pas. Dans sa fameuse interview du 4 mars 1966, durant laquelle Lennon déclare que les Beatles sont plus populaires que Jésus, la journaliste Maureen Cleave, qui recueille ses propos, écrit : « Il peut dormir à peu près tout le temps. Il est probablement la personne la plus paresseuse d'Angleterre,. »
I'm Only Sleeping trouve son complément deux ans plus tard sur l'album blanc avec la chanson I'm So Tired. Si le premier morceau reflète en 1966 les joies du sommeil et de la paresse pour un Lennon peu concerné par son mariage et sa paternité, le second représente la situation inverse en 1968 : cette fois, il chante sa difficulté à dormir, déchiré entre Cynthia, la femme qu'il va bientôt quitter (qui se trouve à ses côtés lors du séjour des Beatles en Inde, où est composée la chanson) et Yoko Ono, qui est déjà à cette époque devenue son âme sœur. Le thème de la paresse cher à Lennon se retrouve également en 1980 dans sa chanson Watching the Wheels, dans laquelle il commente ses cinq années d'absence de la scène publique et du plaisir qu'il a éprouvé à « simplement regarder les roues tourner ».

## Enregistrement

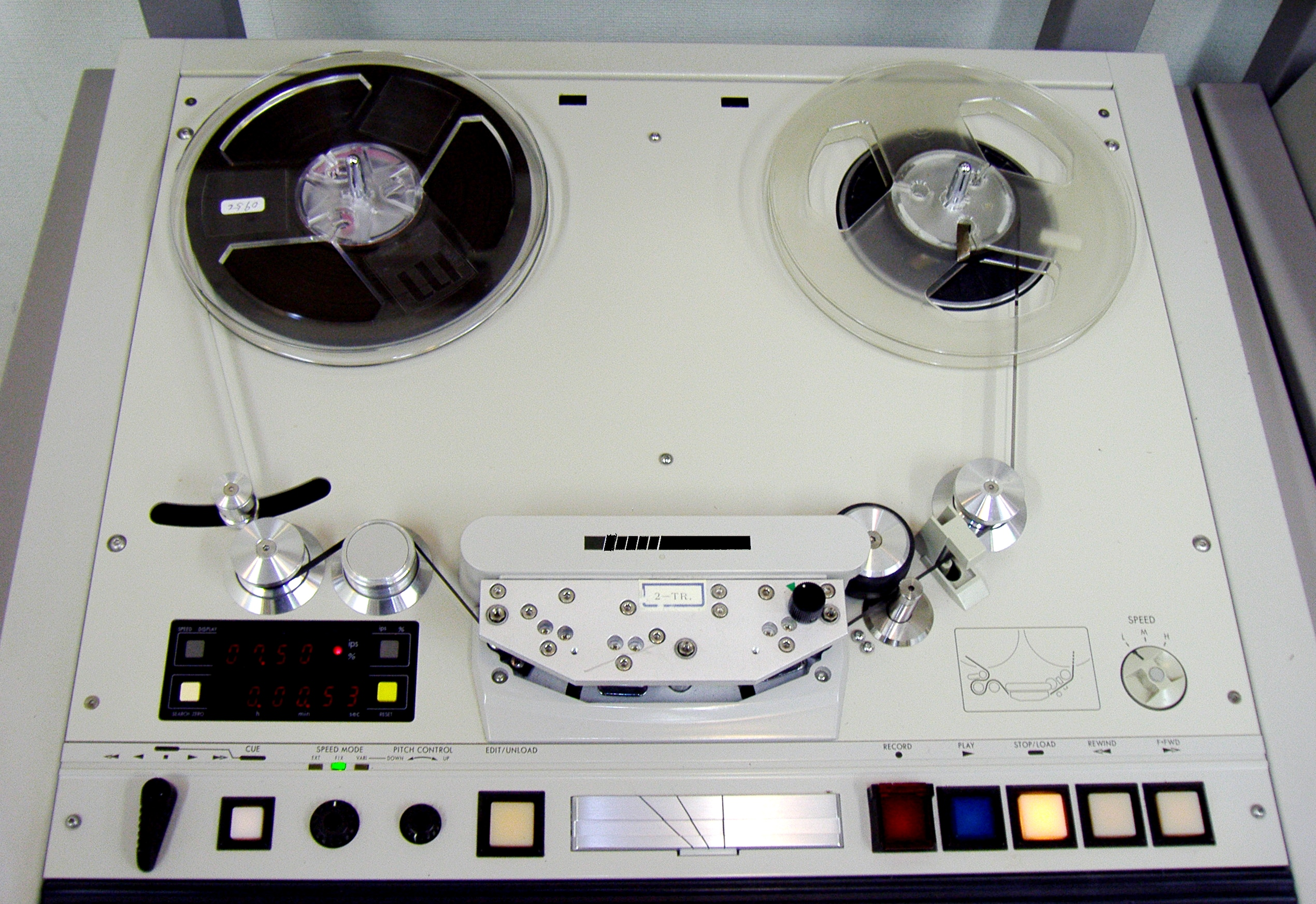
Les guitares électriques sur I'm Only Sleeping sont enregistrées sur la bande, qui est repassée à l'envers.

Lors des sessions de l'album Revolver, les Beatles et l'équipe technique des studios EMI dirigée par George Martin sont en pleine période d'innovations ; les trouvailles et inventions en tous genres fusent, et toutes les idées, même les plus farfelues, sont les bienvenues. I'm Only Sleeping est un bon exemple des expérimentations sonores que le groupe effectue à cette époque.
Le 27 avril 1966, onze prises pour I'm Only Sleeping sont enregistrées. Sur la première, John Lennon (à la guitare acoustique), Ringo Starr (aux percussions) et Paul McCartney et George Harrison (aux chœurs) enregistrent une version énergique de la chanson, et un essai au vibraphone est effectué en répétition. L'ambiance évolue au fil des essais, et à la onzième prise, les Beatles interprètent I'm Only Sleeping dans une version plus relâchée. Le 29 avril, Lennon ajoute à la prise no 11 son chant, enregistré au ralenti pour lui donner une texture éthérée à vitesse normale.
Le 5 mai, George Harrison a l'idée d'ajouter des lignes de guitares électriques jouées à l'envers. L'effet des sons renversés est une trouvaille de John Lennon ; celui-ci rentre chez lui quelques semaines auparavant, avec une copie des bandes enregistrées pour la chanson Rain, et par erreur, en enclenchant la copie en question dans son magnétophone, la joue à l'envers. Le lendemain, de retour aux studios, il s'exclame : « Ça y est, les gars, j'ai trouvé quelque chose ! » C'est ainsi que sur la face B du single Paperback Writer, où se trouve le titre Rain, on l'entend chanter à l'envers pendant la coda.
George Harrison adapte l'idée du renversement à la guitare électrique, en concevant et jouant avec application ses parties (dont le solo) à l'envers, pour qu'une fois « retournées », les notes se suivent de façon parfaite, comme une vraie ligne mélodique. La journée du 5 mai est entièrement consacrée à l'enregistrement des guitares inversées et, le lendemain, les harmonies vocales de Lennon, McCartney et Harrison sont enregistrés pour aboutir à la prise no 13, qui devient version finale de l'album.

### Interprètes
- John Lennon – chant, guitare acoustique
- Paul McCartney – basse, chœurs
- George Harrison – guitare électrique, chœurs
- Ringo Starr – batterie

### Équipe technique
- George Martin – producteur
- Geoff Emerick – ingénieur du son
- Phil McDonald (en) – ingénieur du son

## Paroles et musique

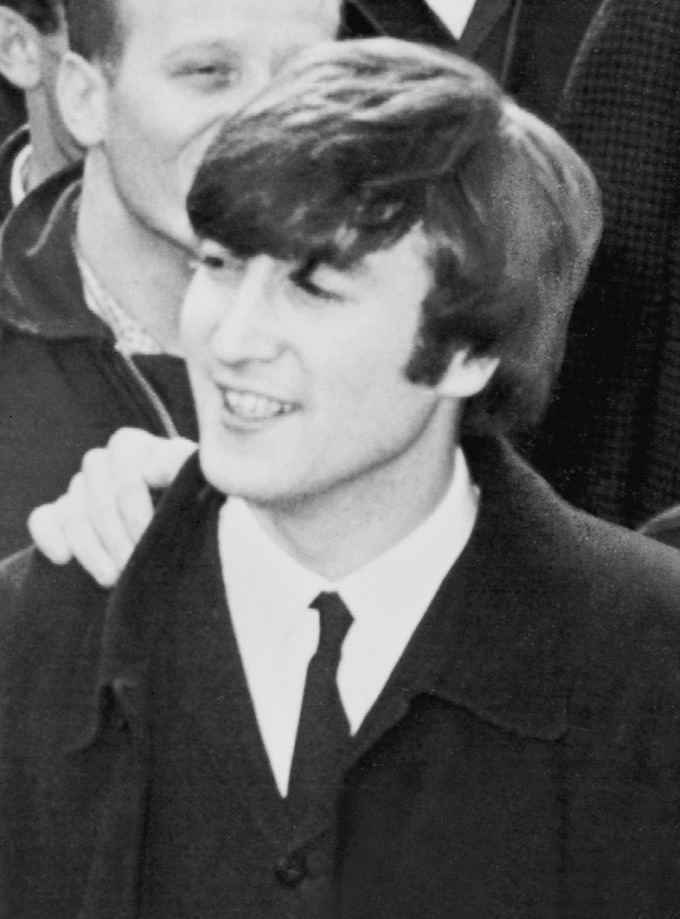
Le goût de John Lennon pour la paresse l'inspire à composer I'm Only Sleeping.

Ce titre prend la forme d'un manifeste dans lequel John Lennon évoque les joies de rester au lit et de paresser. Il bâille encore lorsqu'il se réveille le matin, et attend en fixant le plafond une nouvelle vague de sommeil. Après chaque couplet, il finit invariablement par supplier : « S'il vous plaît, ne gâchez pas ma journée / Je suis à des kilomètres d'ici / Et après tout, je suis juste en train de dormir. » « Observant le monde passer à sa fenêtre », il critique l'agitation de la vie extérieure : « Tout le monde semble penser que je suis paresseux / Je m'en fiche, je pense qu'ils sont fous / À courir partout à une telle vitesse / Jusqu'à ce qu'ils s'aperçoivent que c'est inutile. »
John Lennon est à cette époque un paresseux autoproclamé, comme il se plaît à le répéter dans la presse. En interview, il déclare également : « Je n'ai pas réellement besoin d'écrire ou de lire ou de parler ou de regarder quoi que ce soit, et le sexe est la seule activité physique qui m'intéresse encore. » Cela n'empêche pas plusieurs fans et journalistes de voir dans le texte de la chanson des références aux visions engendrées par les drogues, par exemple dans la phrase « Lorsque je suis au beau milieu d'un rêve, je reste au lit et je remonte le courant », expression réutilisée dans une autre chanson de Lennon, Tomorrow Never Knows, très influencée par l'absorption de drogues psychédéliques,.
I'm Only Sleeping est jouée dans la gamme de mi bémol mineur ; le musicologue Alan W. Pollack suggère que cette tonalité, rare dans le cadre d'une composition à la guitare, soit le résultat des nombreuses manipulations des bandes lors de l'enregistrement de la chanson. La chanson succède sur l'album à Eleanor Rigby, pour sa part composée un demi-ton plus haut, en mi mineur. Pollack explique que ce placement des chansons pourrait être intentionnel pour souligner le changement de clé, et relâcher la tension du morceau précédent. La chanson est marquée sur le plan musical par le solo de guitare à l'envers joué par George Harrison, le break de basse de Paul McCartney qui ponctue chaque fin de couplet, et la voix éthérée de John Lennon qui tient le chant principal. Le morceau se conclut par un montage de guitares électriques inversées.

## Parution
La discographie américaine des Beatles est notoirement inégale et peu représentative de l'évolution du groupe ; le label américain Capitol publiait dans les années 1960 des versions raccourcies et dénaturées des albums du groupe, au grand dam des Fab Four eux-mêmes. Ainsi, le 20 juin 1966, Capitol fait paraître un nouvel album, Yesterday and Today, qui recycle des singles parus en Angleterre, certaines chansons du Rubber Soul britannique (et laissées de côté dans sa version américaine), ainsi que trois titres de l'album Revolver encore en gestation ; parmi ceux-ci se trouve I'm Only Sleeping. Résultat : cette chanson, And Your Bird Can Sing et Doctor Robert, qui font partie intégrante du Revolver original, n'apparaissent pas dans la version américaine de l'album, qui compte seulement onze titres au lieu des quatorze habituels. Les Beatles s'étaient déjà plaints de ce massacre artistique en interview. Paul McCartney déclarait : « Nous concevons un album comme une entité complète et aimons qu'il apparaisse comme tel », et John Lennon ajoute : « Nous le planifions et ils [Capitol Records] le bousillent ».
Il y a de légères variations sur les rajouts de guitares à l'envers entre les versions mono et stéréo de cette chanson, qui sera incluse dans la réédition de 2022 identifié par la note mono mix RM1. De plus, sur l'édition américaine de l'album Yesterday and Today, publié sur cartouche 8 pistes, il y a un court délai sur le solo de guitare.
Les répétitions ainsi que la première prise de la chanson sont disponibles sur la compilation d'inédits Anthology 2 paru en 1996. En 2022, la chanson est demixée avec l'aide d'une nouvelle technologie basée sur l'intelligence artificielle servant à isoler les différents sons enregistrés, développée par l'équipe de Peter Jackson pour le documentaire The Beatles: Get Back, et remixée par Giles Martin pour la réédition de l'album Revolver. Elle sera aussi incluse dans la compilation élargie de The Beatles 1962–1966.

### Clip
Afin de faire la promotion de la réédition de l'album remixé Revolver, un vidéoclip de la chanson sort le 1er novembre 2022 réalisé par Em Cooper (en). Pendant plusieurs mois, l'artiste, qu'on aperçoit en finale, a peint à la main sur celluloïd chacune des images pour en faire une animation qui colle bien à l'ambiance sonore onirique et psychédélique. Il est récompensé du prix Grammy du meilleur vidéoclip en 2024.

### Publication en France
La chanson arrive en France en février 1967 sur la face B d'un 45 tours EP (« super 45 tours »), accompagnée  de Penny Lane ; sur la face A figurent Strawberry Fields Forever et And Your Bird Can Sing. La pochette est illustrée d'un autre cliché de la séance photo qui remplaçait la « Butcher Cover » de l'album Yesterday and Today.

## Reprises
I'm Only Sleeping a été reprise par plusieurs artistes, surtout dans les années 1990. La version de Suggs, chanteur de Madness, éditée en single en 1995, se classe à la septième place des hit-parades britanniques. The Vines l'enregistrent en 2001 pour la B.O. du film Sam, je suis Sam, tandis que Neal Casal, Oasis et Stereophonics la reprennent en 2006.